# Belltower.News
Belltower.News（ベルタワードットニュース）は、アマデウ・アントニオ財団の報道ウェブサイト。2007年に『ディー・ツァイト』によって開設された。2017年4月3日までは、「Netz gegen Nazis」（対ナチスネットワーク）という名前で知られていた。

## 受賞
2010年、Netz gegen Nazisは、統合に貢献した対象に授与されるヨーロッパの賞である市民メディア賞を受賞した。